# ياسمينة صالح
ياسمينة صالح هي روائية، من كتاب الرواية الجدد من جيل الاستقلال الثاني الذين تزخر بهم الجزائر. من مواليد الجزائر العاصمة، ولدت في حي بلكور (بلوزداد) العتيق في قلب الجزائر العاصمة عام 1969، وهي من أسرة جزائرية مناضلة معروفة، شارك والدها في الحرب التحريرية الجزائرية العظيمة. كما استشهد عمها في نفس الثورة التحريرية واستشهد خالها سنة 1967 في الأراضي الفلسطينية.
قال عنها الأديب التونسي حسن العرباوي في جريدة الصباح التونسية: «ياسمينة صالح اسم يبدأ الآن ولن ينتهي، لأنه ارتبط بالإبداع الجميل الذي يمضي هادئا وثائرا، إنها الدم الجزائري الجديد الذي لا يخشى من مواجهة الماضي والتاريخ معا، وهي ببساطة بحر صمت من النوع المميز.»
حاصلة على بكالوريوس في علم النفس من جامعة الجزائر، كما حصلت على دبلوم في العلوم السياسية والعلاقات الدولية. كاتبة بدأت مشوارها الأدبي بالقصة القصيرة حيث حصلت على جوائز أدبية من السعودية والعراق وتونس والمغرب والجزائر، ثم تحولت إلى الرواية حيث حصلت روايتها الأولى بحر الصمت على جائزة مالك حداد الأدبية لعام 2001م. صدر لها ثلاث روايات وثلاث مجموعات قصصية.
بدأت مسيرتها الأدبية بالقصة القصيرة، حيث أصدرت مجموعتين قصيرتين «حين نلتقي غرباء» وقليل من الشمس تكفي (وهي المجموعة القصصية الثانية التي صدرت طبعتها الأولى تحت عنوان وطن الكلام)، بعدها اتجهت كلية للكتابة الروائية، حيث صدرت روايتها الأولى (بحر الصمت) عن دار الآداب في بيروت عام 2001، وهي الرواية التي نالت جائزة مالك حداد الروائية، صدرت روايتها الثانية (أحزان امرأة) عام 2002، وصدرت روايتها الثالثة (وطن من زجاج) عام 2006 عن الدار العربية للعلوم في بيروت، وصدرت روايتها الرابعة (لخضر) عام 2010 عن المؤسسة العربية للدراسات في بيروت. إضافة إلى رواية (في المدينة ما يكفي لتموت سعيداً، تغريبة لخضر زرياب). اشتغلت في الصحافة الثقافية في نهاية الثمانينات، ثم في الصحافة السياسية.